# Tovex
Tovex (También conocido como Trenchrite, Seismogel, y Seismopac) es un explosivo gelatinoso compuesto de nitrato de amonio y nitrato de Metilamonio que tiene varias ventajas sobre dinamita tradicional, incluyendo toxicidad más baja y fabricación más segura, transporte, y almacenamiento. Casi ha reemplazado a la dinamita enteramente.
Hay numerosas versiones del explosivo, inclusive versiones con aluminio para voladura común. Tovex es utilizado por el 80% de compañías de petróleo internacional para exploración sísmica.

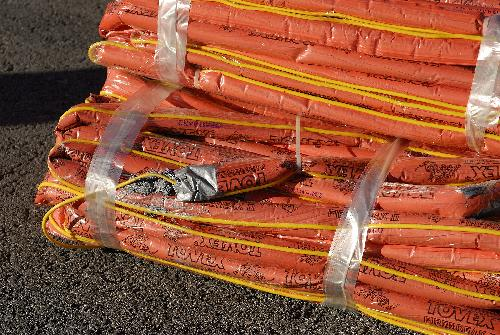
Tovex Firebreak II utilizado en un parque nacional cerca de Los Ángeles.

## Historia
El Tovex pertenece a la familia de productos, generalmente llamada "geles," fue desarrollado por el viejo Departamento de Explosivos en Dupont (E.Yo. du Pont de Nemours & Compañía, Inc.) a mediados de los años 1960. Fue utilizado en el camión bomba que Timothy McVeigh estacionó frente al edificio federal Alfred P. Murrah, el 19 de abril de 1995, causándole la muerte a 168 personas.

## Ingredientes
- Nitrato de sodio
- Nitrato de amonio
- Nitrato de Metilamonio
- Nitrato de calcio
- Aluminio
- Combustible del petróleo
- Combustible carbónico
- perlite
- Sílice (vaso fibroso)
- ethylene Glicol
- Goma guar

## Usos
- Construcción de carreteras
- Minero para minerales
- Canteras para la construcción e industria construcción
- Exploración sísmica
- Túneles
- Artefactos Explosivos Improvisados
- Tala de árboles peligrosos

## Características
- Mayor flexibilidad
- Resistencia al agua
- No despide vapores de Nitroglicerina.
- Más fácil de transportar y almacenar.
- Sirve para explosiones debajo del agua.
- Reducción de los niveles de sonido con respecto a los otros explosivos.